# Douglas Bennett
Douglas Haig Bennett (ur. 13 września 1918 w Saint-Lambert, zm. 28 czerwca 2008 w Pointe-Claire) – kanadyjski kajakarz, kanadyjkarz. Srebrny medalista olimpijski z Londynu.
Zawody w 1948 były jego jedynymi igrzyskami olimpijskimi. Zajął drugie miejsce w kanadyjkowej jedynce na dystansie 1 000 metrów oraz 4. miejsce w dwójce na tym samym dystansie. Wcześniej trenował również hokej oraz pływanie.